# Kontrollbunker
Ein Kontrollbunker ist ein massives Bauwerk auf einem Raketenstartplatz zur Überwachung des Raketenstarts. Er ist zum Schutz der in ihm diensthabenden Personen als massiver explosionsgeschützter Bau ausgeführt.
Bei vielen moderneren Anlagen wird ein Kontrollgebäude in leichterer Ausführung an Stelle eines Bunkers verwendet. So befindet sich das Kontrollzentrum bei den Abschussrampen für den Start des Space Shuttles in fünf Kilometer Abstand von den Abschussrampen, so dass kein verbunkertes Bauwerk nötig ist.
Bei mobilen Abschussanlagen kann auch ein Panzer die Aufgabe des Kontrollbunkers übernehmen. Dies wurde zum Beispiel beim Start der V2 im Zweiten Weltkrieg und bei den Starts der Raketen der Berthold Seliger Forschungs- und Entwicklungsgesellschaft mbH zu Beginn der 1960er-Jahre praktiziert.
Kontrollbunker werden auch bei Anlagen für statische Brennversuchen von Raketentriebwerken eingesetzt. Auch hier ist eine Verbunkerung zum Schutz der Personen im Fall einer Explosion unerlässlich.
Auch die Leitstände für die Durchführung von Atomtests waren als Bunker ausgeführt.